# Oszane
Oszane (bułg. Ошане) – wieś w północno-zachodniej Bułgarii, w obwodzie Widin, w gminie Bełogradczik.
Wieś Oszane znajduje się w górzystym terenie nieopodal granicy z Serbią. Znajduje się tu słynna jaskinia Magura.